# سمكة البوق الصينية
سمكة البوق الصينية (الاسم العلمي: Aulostomus chinensis) (بالإنجليزية: Chinese trumpetfish)‏ هي نوع من الأسماك تتبع جنس سمكة البوق من فصيلة أسماك البوق. وهي سمكة متوسطة الحجم يصل طولها إلى 80 سم. وتتواجد في المياه الاستوائية وشبه الاستوائية من المحيط الهندي والمحيط الهادئ، باستثناء البحر الأحمر، وتعيش في عمق يصل إلى 120 متر.